# 井上芳治
井上 芳治（いのうえよしはる、1941年11月23日 - 2016年8月9日）は、ランドスケープアーキテクトで環境設計株式会社設立者。ランドスケープコンサルタンツ協会(CLA)関西支部長・副会長、顧問を歴任。技術士建設部門：都市及び地方計画。登録ランドスケープアーキテクト(RLA)。大阪芸術大学で非常勤講師も務めた。
兵庫県尼崎市生まれ。大阪府立園芸高等学校を経て、1964年東京農業大学卒業後、東京コンサルタンツに入社。その後、近代造園研究所大阪事務所の活動に加わって、千里ニュータウンなどの公園緑地設計に携わる。同研究所閉所を機に1968年に環境設計株式会社を創業し取締役。同時に日本造園設計事務所連合の活動に参加。1969年、代表取締役就任。2007年、代表取締役退任、取締役会長就任。2009年、取締役会長退任、顧問就任。2009年、黄綬褒章受章。
代表作に、昆陽池公園（兵庫県伊丹市、1972年）大阪府営久宝寺緑地まいまい広場、東近江市河辺いきものの森、沖縄国際海洋博覧会会場船クラスター広場（沖縄県本部町、1975年）箕面川ダム・明治の森国定公園内自然植生再生復元、大阪花博会場メインゲートと会場サイン設計、尼崎市阪神尼崎駅前再開発事業基本構想策定・庄下川再生・護岸堤街路灯・河道内璧泉・ライティングおよび祭りの復元、駅前広場中央公園、噴水・滝岩組・池・レストコーナー設計、ジャパンフローラ2000淡路花博会場構想・会場のランドスケープ計画、兵庫県の庭（大地の景-美しい自然の山並み景観）、百段苑の設計など多数。
第23回IFLA日本大会八幡屋公園基本計画コンペティション佳作。甲賀市みなくち子どもの森公園で、2005年度ランドスケープコンサルタンツ協会賞奨励賞。遊具事故ゼロを目的としたマネジメントの実践で第23回都市公園等コンクール管理運営部門国土交通大臣賞。第28回日本公園緑地協会北村賞受賞。

## 参考
- 師を悼む - NPO法人 国際造園研究センター
- 温故知新2
- 庭 別冊2－ふろあの庭 築資料研究社 1977年
- 井上芳治, 淡路花博会場とランドスケープ」『ランドスケープ研究』 64巻 1号 2000年 p.25-26, doi:10.5632/jila.64.25